# 達川光男
達川 光男（たつかわ みつお、1955年7月13日 - ）は、広島県広島市東区出身の元プロ野球選手（捕手、右投右打）、元野球解説者、野球評論家、YouTuber。
1980年代に広島東洋カープの正捕手としてに活躍。広島の一軍監督を務めた1999年から2000年までは、達川 晃豊（読み同じ）という登録名を用いていた。監督辞任後は本名で活動。フジテレビ・テレビ新広島・ニッポン放送などの元解説者、スポーツ報知評論家。
福岡ダイエーホークス・阪神タイガース・中日ドラゴンズ・福岡ソフトバンクホークスのコーチを歴任した。
俗称「グラウンドの詐欺師」。

## 経歴

### プロ入り前
迫田穆成率いる広島商業では第45回選抜高等学校野球大会に出場。準決勝で江川卓を擁する作新学院高を、エース佃正樹や金光興二らチーム一丸で待ちと小技で攻め崩す作戦で下した。決勝に進むが横浜高の永川英植に抑えられ準優勝。同年の第55回全国高等学校野球選手権大会にも出場し、決勝で植松精一らがいた静岡高を降し優勝。
捕手にコンバートされたのは高校1年生の時だった。3年生は引退、2年生は修学旅行で不在の中、達川ら1年生だけで練習していたところ、1年生捕手が蛸の食中毒で練習を欠席したため、代わりに達川が入ったのがきっかけ。迫田監督は達川の抜群の肩を見て、すぐさま捕手にコンバートした。本人は捕手が野球で一番華の無いポジションだと気にしていた。夏の甲子園では準々決勝の対高知商戦で鹿取義隆から本塁打を打ち、本人曰く高校時代公式戦での唯一の本塁打である。この大会最後の本塁打で次の大会から金属バットが採用されたため、甲子園における木製バットでの最後の本塁打であるという。なお、この際ベンチのサインはヒットエンドランだったが、サインを取り違えて強振したため迫田監督からひどく叱責された。
1974年に高校卒業後、東洋大学へ進学し野球部所属。進学を決意した理由のひとつに本人はカープ入りを熱望し、カープのスカウトから認められていたこともあり、高校卒業してすぐにプロ入りしたかったが、一方では当時のカープで正捕手として活躍していた水沼四郎に勝てないと悟り、大学で実力をつけるためであると自著「広島力」で語っている。また進学に際して東京六大学野球へは法政大学に佃、金光らが決まっており、明治大学のセレクションへ参加したが断念した。東都大学野球リーグでは1年後輩の松沼雅之とバッテリーを組み、1976年秋季リーグにリーグ加盟36年目での初優勝を果たす。同年の第7回明治神宮野球大会準決勝で早稲田大に敗退。リーグ通算90試合出場、283打数64安打、打率.226、3本塁打、25打点。ベストナイン（捕手）1回。
1977年のドラフト会議で広島東洋カープから4位指名を受け入団。テレビでドラフトの様子を2巡目までは見ていたが、自分の名前が出ないためパチンコに行ってしまい、指名されたと後輩が伝えに来たときは大当たりの途中で台から動けなくなっていたというが、実際はすぐに戻るのも照れくさいのでそのような理由にしたと語る。また、指名がなかった場合は本田技研に進むことが内定していたという。背番号は40。担当スカウト木庭教。本人は2021年5月に古田敦也の公式YouTubeチャンネルで、当時の自分の打撃、走塁、肩ではもし捕手でなければプロ野球選手にはなっていなかっただろうと述懐している。

### 現役時代
入団直後のキャンプ前に広島商の先輩にあたる三村敏之の部屋に挨拶に行くと、三村は達川のスイングを見て、「プロでは通用せん」「バッティングがダメなら捕手として監督の戦術をこなせるようになれ、そうすればいつかはレギュラーになれるかもしれん」と述べ、達川は後に「心が折れそうじゃった」「早い段階から方向性が決まった事は結果的に良かった」と語る。
1年目の1978年から一軍に上がり、7月には水沼四郎に代わり9試合に先発マスクを被る。翌1979年も序盤から25試合に先発するが、非力な打撃もあって水沼や道原裕幸の控え捕手にとどまった。しかし1982年には古葉竹識監督にインサイドワークを評価され、水沼、道原を上回る65試合に先発、6年目の1983年には開幕から正捕手として起用される。
1984年の阪急ブレーブスとの日本シリーズでは全7試合に先発出場。20打数6安打、1打点と活躍し、第6戦では佐藤義則から本塁打を放ちチーム日本一に貢献。1986年には課題の打撃も進歩を見せ、初めて規定打席（18位、打率.274）に達する。同年の西武との日本シリーズでも全8試合に先発、第3戦では5回に郭泰源から勝ち越し2塁打を記録した。1991年の5年ぶりのリーグ優勝、西武との日本シリーズでも正捕手として活躍。
打者としては、打率.280、本塁打10本を超えたシーズンは一度も無いが、ベストナイン3回、ゴールデングラブ賞3回。通算51本塁打中、満塁ホームランを5本打っており、これは通算510本塁打の落合博満と同数。
現役時代の応援歌の原曲は、『仮面の忍者赤影』のテーマソングだった。
引退試合
1992年には、徐々に西山秀二や前年ドラフト1位入団の瀬戸輝信の先発起用が目立つようになり、シーズン100試合に出場していたにもかかわらず同年限りで突如現役引退を決意する。引退試合となった同年10月4日の巨人戦では、代打に起用されて涙をこらえながら打席に立った。「バットを乾かした方がボールがよく飛ぶ」という話を聞いた達川は、最後の打席を本塁打で飾ろうと、バットを十分に乾かして臨んだが、乾かしすぎたことで却って脆くなってしまい、結局バットは折れてショートゴロに終わった。また、その次の回に守備に就いた時は、大野豊とともにリリーフカーに乗ってグラウンドに登場した。捕手で試合中にリリーフカーに乗ったのは、後にも先にも達川だけである。引退試合後の挨拶では、この日の試合で適時失策をした巨人の篠塚和典に対し、「特に篠塚（選手）会長! その他……」と名指しして、何か特別に言うことがあるのかと思いきや「以下同文」とオチをつけ、涙の引退試合から一転、場内を爆笑の渦に巻き込んだ。筑紫哲也が後に野村克也との共著「功なき者を活かす」にて「優勝時のメンバーが大きく変わってるわけではないのに、なぜ低迷したかというと、達川が引退したから一気にチームがガタガタになってしまった。」と述べている。

### 現役引退後
1993年から1994年まで、フジテレビ・テレビ新広島・ニッポン放送のプロ野球解説者を歴任。1995年に新監督の王貞治の要請で福岡ダイエーホークスの一軍バッテリーコーチに就任。初年度のコーチスタッフに他にも寺岡孝・高橋慶彦といった広島OBや、広島県出身の村田兆治というメンバーで固めた。これは巨人にはもう戻らないと決めた王が、監督時代に機動力を使ったいやらしい野球に苦しめられた経験から、広島OBに目を付け前述のメンバーすべてに王自身が直接電話をかけて誘ったものだが、当時は直前まで古葉（広島に加えホークスOB、そして九州人）が監督に就任する予定で、そのためコーチスタッフも前述のメンバーに決まっていて王はやむなく「現役の時から広島の野球が素晴らしいと思っていた」という説明をしたと噂されたが、王自身はそれは違うと話している
選手の起用法を巡って打撃兼守備走塁コーチの高橋と対立。広島時代から折り合いがよくなかったが選手が目を丸くするほど揉み合い、体調不良を理由に1年で退任、チームも5位に低迷した。同年オフに退団後は再びフジテレビ・テレビ新広島・ニッポン放送のプロ野球解説者として2度目の復帰。
1998年、二軍監督として6年ぶりに広島に復帰した。
1999年に一軍監督に昇格。昭和30年代生まれで初めての一軍監督である。鬼軍曹として知られる大下剛史をヘッドコーチに招いて「胃から汗が出る」ほどの猛練習で若手の底上げを図ったが、選手と年が近かったため（達川の現役時代のチームメイトも多数残っていた）、投手交代時に「代えてもいいか」と聞くなど選手に厳しく接することが出来ない時もあった。また、「ビッグ・レッド・マシン」と呼ばれた打撃陣は好調だったが、チーム防御率も3年連続でリーグ最下位に低迷し、長年の課題だった投手陣の崩壊を止めることはできなかった。球団タイ記録の13連敗を喫し、大下はシーズン途中で休養、投手コーチの大野豊は1年で辞任した。
2000年には、野村謙二郎、前田智徳、緒方孝市、佐々岡真司が怪我で離脱し、FA権を行使して巨人に移籍した江藤智の穴埋めとしてジェフ・ボールを獲得したが期待外れに終わるなど（そのためルイス・ロペスが復帰することになる）、誤算も相次いだ。この年は若手の黒田博樹、新井貴浩、東出輝裕らの活躍もあったが、結局チームは2年連続5位に終わり（最下位に低迷していた阪神タイガースに2年連続で負け越した）、成績不振の責任を取る形で同年辞任した。ただ、後に阪神に移籍した金本知憲は達川時代を振り返り「チームは弱かったけど楽しかった」と語っている。一方で負けが決まっている情勢であったからか、個人の記録を尊重していたようでトリプルスリーを達成したい金本の意思を尊重し、本来、盗塁をするタイプでなかった金本にグリーンライトを与え、本塁打の本数を伸ばすために早い打順に回したりした。のちにフルイニングの世界記録を作ったことからも「もう少し、早く出番を挙げて、もっと伸ばしてあげればよかった」と後悔したこともあった。
その後は3度目のフジテレビ・テレビ新広島・ニッポン放送で解説（J SPORTSで放送されるテレビ新広島制作のカープ戦にも出演）、スポーツ報知で評論として復帰をしていたが、2003年、星野仙一が率いる阪神に一軍バッテリーコーチとして招聘され、同年のリーグ優勝に大きく貢献した。そして星野の勇退とともにチームを去り、翌年フジテレビ・テレビ新広島・ニッポン放送野球解説者として4度目の復帰（このときから2009年までMBSラジオの中継にも登場するようになる）。
2013年10月22日、翌2014年シーズンから中日ドラゴンズの一軍バッテリーコーチを務める事が球団から発表された。11月1日には背番号が90に決定したことが発表された。2015年一軍チーフバッテリーコーチを務め、2015年は12捕逸を記録しリーグワーストタイだった。同年10月13日に2年契約の満了を持って退団することが発表された。
2016年からは、フジテレビ・J SPORTSの野球解説者に復帰。ウエスタン・リーグの広島主催試合（二軍戦）中継（「ちゅぴcom」の名称を冠した中国新聞グループのケーブルテレビ局が制作・放送。著作権は親会社の中国新聞社が保有）の解説と、フジテレビ系準キー局・関西テレビのゲスト解説も担当する他、かつてレギュラー出演していた同系列のテレビ新広島にも本数契約扱いで出演。その他系列局やニッポン放送の中継への出演の有無については未定。RCCラジオのゲスト解説も務めるなどフジテレビ系列外の在広局の野球番組にも単発で出演しているが、広島テレビへの出演実績は2022年1月20日の『テレビ派』へのインタビュー出演までほとんどなかった（後述）。
その一方で、中日からの退団後には、プロ野球経験者による学生野球の指導に必要な学生野球資格の回復に向けて研修会を受講。2016年2月2日付で、日本学生野球協会から資格回復の適性認定を受けた。この認定を機に、高校野球や大学野球も指導できるようになった。
2017年からは、福岡ソフトバンクホークスの一軍ヘッドコーチに就任することになった。同年のリーグ優勝、日本一に貢献し、2018年契約満了で退団。2019年からは、フジテレビ・J SPORTSの野球解説者に復帰し、テレビ新広島を含む他局の野球中継にもゲスト解説者として出演していた。2021年からはNHKの野球解説者を兼務する（いずれも完全な専属ではない。NHKには2016年に中国地方ローカル中継に単発で、2019年以降に『サンデースポーツ』に数回出演していた）。

### 解説者引退騒動
2023年のシーズン前に広島・大瀬良大地に対し、「解説者生命をかけて15勝しますよ」と断言したことが発端。
加えて2023年9月30日の広島対阪神戦での解説において、阪神の先発のルーキー・門別啓人について門別の両親が見ている前提で「来年もうまくいくとは限らない」と発言。達川本人は広島地区のみかつ過大評価でダメにならないようにという考えからの発言だったがJ SPORTSでの中継だったため、全国に放送されており阪神ファンより抗議を受け炎上することとなってしまった。これ以降達川に対し解説者としてのオファーがなくなり、前述の大瀬良も2023年シーズンは怪我のため6勝11敗に終わり、68歳という年齢も踏まえ、野球を見る目がないと解説者引退宣言を行った。ただしフジテレビ「プロ野球ニュース」の契約は継続されたこと、2024年シーズンも試合中継出演依頼があることから今後は「元プロ野球解説者」「元解説者」としてメディア出演する。

## 選手・監督・コーチとしての特徴

### ささやき戦術
野村克也や日比野武、山下健と並ぶ「ささやき戦術」の使い手として知られている。しかし、野村がバッターの弱味を突いて集中力を奪っていたのに対し、達川のそれは世間話やウソなどで相手の思考を撹乱する、いわば「明るいささやき」であった。主なものは以下の通り。
- 広島弁で「今日飲みに行くん?」など、野球と全く関係ない話題を振る。
- わざと相手打者に球種やコースを教え、いぶかしむ相手を煽る。また、わざと相手打者にも聞こえる大声で投手に配球を指示し、打者を惑わせる。
  - 谷繁元信が打席に立った際、「よう頑張っとるから、特別に次の球種を教えちゃる」と話しかけ、いぶかしむ谷繁に向けて「カーブ、カーブ、カーブ、カーブ」とつぶやき続けた。谷繁もその気になったところ、ピッチャーが実際に投げてきたのはストレートだった。思わず谷繁が文句を言うと、達川は「すまんすまん、アイツはワシのサインを理解しておらんかった」と答え、その直後に「ナイスストレート!」と言いながらピッチャーにボールを返球した。谷繁は、達川をよく知る当時の大洋監督の古葉に「達川の言うことを聞くな」と叱られたという。
  - ルーキー時代の長嶋一茂に対して、達川は「お前、お父さん（長嶋茂雄）が偉大じゃけぇ可哀そうなのう」とからかった上、「この前ガリクソンからまぐれで（ホームラン）打っとったのう、お前あのコース得意なんか」「それならもう一回同じところ投げさせてみようかのお」と煽った。川口和久にそのコースへ投げさせたところ、あわやホームランという大ファウルを打たれ冷や汗をかいたという。
  - 一方、敵味方や観客に失笑を浴びることもあった。大杉勝男と対戦した際、津田恒美のコントロールが定まらず、落ち着かせるつもりで「こいつぁー石ころじゃけぇ（足が速くないので四球で出塁させても盗塁の心配はないという意味）、安心して投げてきんさい」と叫んだ。怒った大杉はわざわざ死球コースに投げさせろと要求、本当に投げさせる気などなかった達川が渋々従うと、大杉はその身体に向かって投じられた球を特大本塁打にしてしまった。達川はベースを1周した大杉に「石ころだと? ふざけるな!」と一喝された上、頭を殴るジェスチャーをされたという[27]。
- 相手チームの主力選手やその時点で好調な打者に対して「悪いが1球、顔の前に通させてもらうけぇのぉ」と脅す。達川本人が引退後に語ったところによれば、「顔の前」とはインハイ攻めを指すものではなく「避けなければ当たるコース」であり、プロではブラッシュボールは駆け引きのひとつとして当然の行為と認識していたという。

なお、喋ると頭の回転が良くなり、リードが冴えてくるため、大洋が「達川無視作戦」（「絶対喋るな! 挨拶からするな!」とミーティングの段階から選手に徹底させた）を決行した。MSNでの達川のコラム「モノが違いますね」によると、これは加藤博一が提案したもので、この結果として達川本人も「お前ら、どうなっとるんじゃ」と困惑するほどペースを掴めなくなった。
この「ささやき戦術」を始めたきっかけは広島商時代、1973年春センバツ準決勝の試合前、監督の迫田穆成に「（作新学院の江川卓に）何でもええけぇ話しかけて、帰り際に広島弁で脅してこい」と心理的な揺さぶりを指示されたのが始まりと述べている。迫田の発言に仰天した達川は「何を言えばええんですか。堪えてつかあさいや（勘弁して下さい）」と必死で許しを請うたが、認められず作戦は強行された。乗り気でない上に混乱していた達川は、「今日は…、おどりゃあ（お前）覚えとけよ!」と言うのがやっとだったという。達川は後年、この作新学院戦について「江川君は本当に飛び抜けていましたね。体も大きいし、球は恐ろしく速い」「打席で実際に投球を見たら、こんなん体に当たったら死ぬなと。そう思って、打席で1歩下がって立ってましたよ」と述懐している。江川に対して行った数々の心理作戦も、あまりにも実力差があったため「少々スポーツマンシップに外れても、ハンデとして認められるだろう」と考えていたという。

### デッドボール
達川は身体をかすってもいないボールを「デッドボールだ」と言い張る事が多く、『プロ野球珍プレー・好プレー大賞』で頻繁に取り上げられた。みのもんたは、自身が選ぶ「印象に残っている選手」の真っ先に達川を挙げ、「別名『うそつきの達川』ね。彼以前にも金森栄治がいたんだけど、達川が『おれならもっとうまくやる』なんて言ってね。でも彼のアピールには『チームの勝利のためになにがなんでも出塁するんだ!』というプロ魂がこもっていた。さすがだと思ったね」と述べている。デッドボールが認められて出塁したことが何度もあり、トリックプレーの代表格として扱われているが、本人は至って真面目なプレーであったと語っている。また、わざと当たりに行った（インコースをデッドボールにした）ことは現役生活を通じて1回も無いという。
- 相手投手の投球が内角を深く攻める投球であった場合、ユニフォームにかすったことを激しくアピールし、執拗にデッドボールを主張した。一度それが成功したのでその後は体に近い投球があれば条件なしで一塁に走り出す技を会得した。内角球→一塁へ平然と走り出す→捕手と球審が呼び止める→いかに自分がデッドボールに当たったかを必死に説明する。
- 左腕を投球がかすめた際に、とっさに右手でひっかき傷を作り、審判にアピールして成功した。
- 投球がかすめた時にアピールする箇所はなぜか手袋をめくった手首付近が多く、打席前にベンチ裏にて何らかの仕込みがあるのではと噂された（実際は際どいボールが来て倒れ込んでいる間に手の甲をつねって腫れさせていたことが多かった）。左手をかすめたのに右手を差し出したこともある。

当時は金森栄治（永時）とともに「東の金森、西の達川」とも称されたが、当たりっぷりの悲惨な金森に対し、達川はその老獪さが笑いを誘った。また、「東のグラウンドの詐欺師」といわれた大洋の市川和正とともにデッドボールに関する逸話を数多く作り、両者はお互いをかなり意識していたという。
引退した年にゲスト出演したテレビの珍プレー番組の中で「当たっていないのに塁に出たのは1回で、当たってても出してもらえなかったことが3回ある」と発言したが、その直後、当たっていないのに出塁したシーンが2つ映し出された。それに対して「あれはオープン戦ですから」と弁明している。
なお達川は日本シリーズでの最多死球6という記録を持っている。
自身のデッドボールもさることながら、「プロの強打者に対するビーンボールの使用は、バッテリーが持つ正当な権利」という持論を持ち、時には内角を容赦なく突く攻撃的なリードを見せた。この姿勢は監督やコーチ陣も理解を示し、捕手としての長い現役生活を支えた。ただし前述の通り、インコース攻めを行う際は事前に相手打者へ「危ないところいくけぇ、気をつけとけよ」と声をかけることは忘れないよう心がけていた。なお達川の弁によると、ささやきで相手の思考を撹乱することは日常的に行っていたが、相手打者がデッドボールで負傷することを何よりも嫌っており「例えば本当はインコースが来るのに外へ踏み込むよう仕向けるとか、逆を教えたことは1回も無い」という。

### 「珍プレー」について
前述のように、ボールが体に当たっていないのに「当たった」とアピールする達川のプレーは、『プロ野球珍プレー・好プレー大賞』などの珍プレーを取り扱う番組でしばしば取り上げられた。
一方、1990年5月24日の阪神戦では三塁に走者がいる場面で投球が左足に当たり、当たったボールがそれる間に三塁走者のロッド・アレンが生還した際には、痛みを必死にこらえて当たっていないフリをした。阪神側の抗議により審判団が話し合った結果、小林毅二球審にしっかり「デッドボール」と判定されアレンも三塁に戻され、その直後に足を引きずりながら達川が一塁に向かう様子は、童話「狼少年」を地でいくシーンとして珍プレー集などで何度も使われた。この時、足の親指の爪が割れて血が噴き出しており、とてもプレーできる状況ではなく植田幸弘が代走で送られた。
また、達川は試合中に2度コンタクトレンズを紛失したことがある。当時コンタクトレンズは高価だったため、2度とも試合は中断され、ホームベース周辺で両軍総出の大捜索劇となり、その様子は観客の爆笑を誘った。最初の紛失の際は突然タイムをかけ地面を探り出した達川に場内騒然となったが、「コンタクトレンズ紛失のため」という場内アナウンスにより観客席は大爆笑に包まれた。このシーンも『プロ野球珍プレー・好プレー大賞』で頻繁に取り上げられ、コントの題材にまで取り入れられている。大学時代から使用しており、当時も片方を失くしたままプレーして捕球し損なった経験があるという、またそのことがスカウトに知られて評価が下がるのではと危惧していた。
このように、宇野勝と並んで珍プレーに取り上げられることの多い達川だが、テレビなどでは宇野がほとんどヘディングプレーを筆頭に守備でのエラー・ミスが取り上げられるのに対し、達川の珍プレーはデッドボールやコンタクト紛失など枚挙に暇がない。『勇者のスタジアム・プロ野球好珍プレー』では、「2試合に1回のペースで珍プレーを出していた」という分析結果が紹介されており、20世紀の珍プレーキングに輝いている。
高木豊からは、「達川無視作戦」を暴露された。しかし、高木とは「豊」と下の名前で呼ぶほど仲が良い。

### サヨナラインフィールドフライ事件
1991年6月5日の横浜スタジアムでの大洋戦で、同点で迎えた9回裏一死満塁の場面で清水義之が打ち上げた捕飛を落とし、インフィールドフライ・イフ・フェアがコール済みにも拘らず、フォースプレイで併殺が取れると勘違いしてサヨナラ負けを喫した。

### 監督として
達川が広島の監督を務めていた時期は、投手陣がボロボロでピッチャーの頭数が足りなかった。それに加えて当時の外国人枠の関係で外国人投手は2人までしか使えなかったため、打開策として、野手登録していたフェリックス・ペルドモをピッチャーとして登板させたことがある。また、代打でペルドモを送り、そのまま登板させたことがある。
監督時代も「詐欺師」ぶりは変わらず、2000年9月19日の巨人戦で、新井貴浩の明らかなファウルボールをホームランだと抗議し、三塁ベースコーチの阿部慶二、三塁走者だった金本知憲に加えて、巨人の三塁手だった江藤智、更に森健次郎三塁塁審にまで笑われたことがある。なおこの試合で達川は合計3回抗議に出て、最後はルイス・ロペスのサヨナラホームランで広島が勝利している。この試合に勝利したことで優勝マジックの点灯していた巨人の広島市民球場での胴上げを阻止し、優勝決定は次のカードまで持ち越された。
1999年のドラフト会議において、近鉄、中日と競合して河内貴哉の指名権を引き当て、松田耕平から受け取ったたばこ「ラッキーストライク」を懐から取り出してその喜びを表現した。
森祇晶は監督時代の達川に対して、「現役時代のイメージからパフォーマンス豊かな姿を想像していたが、監督になってある意味で捕手出身らしい『最悪のケースを想定した冷静な視点』でチームをとらえていた」と評した。
「選手は使って見ないことにはいいもダメもわからない。宝くじとまったく同じです。買わにゃ当たらんし、使わなきゃわからない」と言い、この方針で思い切った起用で東出輝裕、木村拓也がレギュラーになった。

## 人物・エピソード
現役時代につけた背番号40には「しっかりしまる（40）」というダジャレになることを気に入っており、引退まで変更しなかった。
川口和久が登板したある試合で、川口が自分のサインに従わないことに激怒し、試合中マウンドに詰め寄り「もう勝手にせえ！」とサインを拒否したことがある。結局、バッテリーは滅多打ちに遭い、ベンチでコーチに叱責されたが達川は川口を擁護した。それ以降、川口は達川に信頼を寄せるようになった。当時、川口はキャッチングの下手な達川がノーサインで捕れるのか半信半疑だったが、意地になって必死にボールを止め、一球もパスボールしなかった達川の根性に舌を巻いた。その後、厚い信頼関係を築いた2人は、相手チームにサインを盗まれていると感じた時などには、たびたびノーサインで投げたという。
リード面では、評論家時代の野村克也に「達川がうるさくて困る」と言われるほど、野村をグラウンドで見つけると教えを乞うた。野村を信用するきっかけは、当時よく打たれた巨人のゲーリー・トマソンの対策法を伝授されたことだった。野村が「外からの緩いカーブ低めに落としゃぁ、セカンドゴロ4本打つよ」と言うので、北別府学で実践したところ、トマソンは本当にニゴロを4本打ったことからである。
「俺は広島初の年俸2000万円捕手になるんだ!」と意気込んで広島市民球場の球団事務所での年俸交渉に臨んだある年、球団側は「達川、これは税金対策だ。この方が君の手取りは多くなる」と年俸1980万円を提示した。それを聞いた達川は、「この20万を足して年俸2000万にして下さい。不足分を私が出す。文句はないでしょう」と、自分の財布から20万円を取り出して詰め寄った。球団もついにその熱意に負け、達川は球団初の2000万円捕手となった。
独特の軽妙な広島弁で、愛称は「タツ」「タツさん」「たっちゃん」「タッツ」など。
現役時代は、どの投手にも分け隔てなく接するため、連れ合っての食事、飲酒等は控えていたが、例外的に同い年の大野豊とは親密に友人付き合いをしていた。また、津田恒実（恒美）とのコンビも「名バッテリー」と呼ばれた。
珍プレーで同じく有名な宇野勝を「彼ほど正直な男はいない」と評価している。理由は、宇野が打席に立っていた時に審判にストライクをボールと判定されて「今のをボールというのなら僕は（野球を）辞めます。次、宇野が打席に立ったら聞いてみます」と審判に言い、宇野が次に打席に入った時に、「ウーやん、さっきのボールはストライクだな？」と宇野に聞くと「はい、たしかにストライクです」と正直に答えたからである。
現役時代、印象に残っている選手として前述の宇野勝の他に駒田徳広、長嶋一茂を挙げている。駒田は初対面時、ひどい腹痛を訴えながら打席に入ってきたため、心配した達川が「大丈夫か」と声をかけたところ、駒田は「すぐ済ませますから大丈夫です」と答えた。達川は大人しく凡退してベンチへ戻るのかと思ったが、駒田は本塁打を放ち全力疾走でダイヤモンドを一周、腹を抑えながらベンチへ駆け込んだという。達川はこの時のことを「あれは本当に腹を壊していたと思うんですよ。あれでついには2000本（安打）打ちましたからね。わからんもんですよね」と述べている。長嶋一茂については、「潜在能力はかなりのものを持っていたが、少し揺さぶりをかけるとコロッと騙される弱点はプロとして致命的だった」と評している。宇野も含めた3名を達川は「共通点を言うと、3人とも善人なんですよ」と述べ、性格の良さは申し分ないと絶賛した。
現役を引退した直後（1993年頃）、コーチとして読売ジャイアンツに誘われたことがあるが、「カープが好きだから」として断ったことがあると後日明かしたことがある。その他、現役時代にも西武と大沢啓二監督時代の日本ハムからそれぞれトレードの話があったと話している。日本ハムとは、トレード要員として自分よりランクが上の選手を指名したら折り合いがつかなくなり、違う選手がトレードになったという。
1998年（平成10年）には明石海峡大橋の開通式に招待されている。広島県立広島商業高等学校のエースとして達川とバッテリーを組んだ佃正樹は、三菱重工に入って橋の開通に尽力し、「俺が造った橋をお前に見てほしい」と達川を招いた。2022年（令和4年）3月29日放送の朝日放送テレビ（ABCテレビ）の千鳥の番組「相席食堂」で、2007年（平成19年）8月13日に他界した佃の弔いの旅として達川が明石市や明石海峡大橋、橋の科学館を訪れた様子が放送された。
また取り壊される広島市民球場への思い出として、自身の事よりも、中学1年生の時に父親と直に観戦した外木場義郎の完全試合を挙げている。
達川が監督やコーチに就任して現場復帰している間、テレビ新広島（TSS）は専属の解説者を置かず、必要に応じてフジテレビ系列局（主に一軍公式戦中継）や広島の球団役員・スカウト（主にウエスタン・リーグ公式戦中継） から解説者を招いていた。達川がいつか解説者に復帰する時に備えた配慮だったが、そのため広島主催試合の解説を、同じフジテレビ系列の解説者である対戦相手のOBやパ・リーグ球団を中心に在籍した人物が務めるケースがしばしば見られ、『J SPORTS STADIUM“野球好き”』にも配信されたため、契約の関係で同番組には通常出演しないはずの解説者が、TSS制作時に限り出演する事態ともなった。また、ローカルニュース・スポーツ情報番組 でも解説者を交えた戦力分析などの内容を組むことに制約が生じ、専属解説者を複数確保している広島県内他局との格差が生じる弊害も生じた。
中日コーチに就任した2014年、テレビ新広島の自社制作中継については、達川の監督時代に広島に在籍した笘篠賢治、金本知憲、かつてバッテリーを組んでいた金石昭人、引退後にレギュラー捕手を務めた西山秀二 など、在広局での活動が少なかった広島OBを本数契約で起用した他、必要に応じて従来同様フジテレビ系列各局からの派遣も受けていた。土曜日の情報番組『知りため! プラス』にはかつて県内他局の解説者で、達川同様中日のコーチを務めた経験のある小林誠二（2014年7月まで飲食店経営）を4月放送分からコメンテーターとして起用した他、『J SPORTS STADIUM“野球好き”』のTSSプロダクション（または中国放送）・J SPORTS制作分や中国新聞社制作のケーブルテレビ向け広島二軍戦中継にも解説者として出演していた。また7月最終週から『TSSスーパーニュース』には小林と同じく中日のコーチを務めた原伸次（2014年現在飲食店経営）がスポーツコーナーのコメンテーターとして出演していた。その一方でネット受けするビジターゲームについては、長年達川とコンビを組んでいた矢野寛樹アナウンサーの報道部編集デスクへの移動も重なり、TSSからの要員派遣が全く派遣されないという事態も発生していた。
また、これまで達川が解説を務めていた『TSS杯 広島県少年野球学童選手権大会』については、2014年の第44回大会は元広島外野手の小川達明（会社員・ドラワン塾塾長）が務めた。
なお、2015年からは広島の投手コーチを退任した山内泰幸を専属解説者として迎え、解説者時代の達川よりも、野球中継以外のTSSローカル番組 に多く出演している。また、かつての森永勝也 や達川同様に2015年の『第45回TSS杯 広島県少年野球学童選手権大会』の解説も務めている。
中日ドラゴンズコーチに就任して2年目の2015年4月には、自らが手塩にかけて育成してきた入団2年目の桂依央利が、一軍で初マスクをかぶった試合で、第2打席で初本塁打を放ち、チームの大黒柱である大野雄大の完投勝利をリードするなど大活躍した。鮮烈なデビュー戦の結果に満足気ながらも、試合後には「先発の大野が首を振るのを150回までは数えていたけど、その後は数えられんかったわ。」などと達川節を炸裂させ、早速翌日のスポーツ新聞に掲載された事で読者の笑いを誘った。この試合で先発マスクを被った桂は、初ホームランとマルチ安打をプロ初出場で記録したが、これは日本プロ野球史上初の出来事であった。
映画「カスタムメイド10.30」では、主人公の小林マナモ（木村カエラ）の夢の中に出てくるラジオ電話相談という設定で「回答者の声」として出演した。
フリーアナウンサーの神田愛花は、母親譲りのカープファンで、幼少期は自宅に近い横浜スタジアムで達川の出待ちをしていたという。
後に甲子園通算20回出場・40勝をあげる木内幸男が甲子園を目指すきっかけとなったのは、東洋大学在学中の達川の言葉によるものである（詳細は木内幸男の項を参照）。
金田留広の紹介で留広の兄金田正一と親しかった美空ひばりと若手時代対談したがその席で「何で小林旭さんと離婚したんですか？。」等失礼な質問を連発したため留広を激怒させたという。
弟に元広島大学教授、広島文化学園大学教授の達川奎三(たつかわけいそう)がいる。高校教師時代は野球部にかかわり、光男がアドバイスしてくれたという。
2023年2月13日、広島県広島西警察署長より感謝状を授与。【グラウンドの詐欺師が詐欺を防ぐ】というコンセプトのもと幅広い世代に特殊詐欺被害防止の情報発信、活躍をしたため。
妻がいたが2014年に亡くしている。

## 詳細情報

### 年度別打撃成績
| 年 度      | 球 団      | 試 合 | 打 席 | 打 数 | 得 点 | 安 打 | 二 塁 打 | 三 塁 打 | 本 塁 打 | 塁 打 | 打 点 | 盗 塁 | 盗 塁 死 | 犠 打 | 犠 飛 | 四 球 | 敬 遠 | 死 球 | 三 振 | 併 殺 打 | 打 率 | 出 塁 率 | 長 打 率 | O P S |
| ---------- | ---------- | ----- | ----- | ----- | ----- | ----- | -------- | -------- | -------- | ----- | ----- | ----- | -------- | ----- | ----- | ----- | ----- | ----- | ----- | -------- | ----- | -------- | -------- | ----- |
| 1978       | 広島       | 12    | 30    | 28    | 2     | 6     | 1        | 0        | 0        | 7     | 1     | 0     | 0        | 1     | 0     | 1     | 0     | 0     | 6     | 2        | .214  | .241     | .250     | .491  |
| 1979       | 広島       | 49    | 89    | 81    | 4     | 18    | 0        | 0        | 0        | 18    | 3     | 0     | 0        | 0     | 0     | 7     | 0     | 1     | 16    | 4        | .222  | .292     | .222     | .514  |
| 1980       | 広島       | 9     | 5     | 5     | 0     | 1     | 0        | 0        | 0        | 1     | 0     | 0     | 0        | 0     | 0     | 0     | 0     | 0     | 2     | 0        | .200  | .200     | .200     | .400  |
| 1981       | 広島       | 49    | 123   | 113   | 8     | 25    | 4        | 0        | 1        | 32    | 10    | 1     | 1        | 0     | 0     | 7     | 1     | 3     | 11    | 8        | .221  | .285     | .283     | .568  |
| 1982       | 広島       | 77    | 206   | 176   | 15    | 37    | 8        | 0        | 3        | 54    | 13    | 0     | 0        | 9     | 1     | 15    | 2     | 5     | 23    | 2        | .210  | .289     | .307     | .596  |
| 1983       | 広島       | 116   | 372   | 330   | 30    | 83    | 11       | 0        | 5        | 109   | 41    | 1     | 0        | 12    | 5     | 19    | 2     | 6     | 23    | 11       | .252  | .300     | .330     | .630  |
| 1984       | 広島       | 117   | 371   | 312   | 35    | 76    | 9        | 0        | 7        | 106   | 33    | 1     | 2        | 14    | 2     | 36    | 7     | 7     | 30    | 3        | .244  | .333     | .340     | .673  |
| 1985       | 広島       | 95    | 269   | 230   | 18    | 53    | 6        | 0        | 4        | 71    | 31    | 0     | 1        | 16    | 3     | 19    | 2     | 1     | 34    | 8        | .230  | .289     | .309     | .597  |
| 1986       | 広島       | 128   | 467   | 416   | 42    | 114   | 21       | 1        | 9        | 164   | 46    | 1     | 0        | 10    | 2     | 34    | 11    | 5     | 42    | 5        | .274  | .335     | .394     | .729  |
| 1987       | 広島       | 130   | 480   | 418   | 40    | 107   | 18       | 0        | 8        | 149   | 34    | 2     | 3        | 15    | 2     | 38    | 14    | 7     | 40    | 16       | .256  | .327     | .356     | .683  |
| 1988       | 広島       | 122   | 432   | 383   | 29    | 100   | 13       | 0        | 6        | 131   | 38    | 2     | 1        | 10    | 1     | 30    | 18    | 8     | 29    | 10       | .261  | .327     | .342     | .669  |
| 1989       | 広島       | 109   | 331   | 277   | 22    | 63    | 8        | 0        | 4        | 83    | 22    | 1     | 2        | 14    | 1     | 33    | 7     | 6     | 36    | 9        | .227  | .322     | .300     | .621  |
| 1990       | 広島       | 101   | 305   | 272   | 19    | 72    | 9        | 0        | 3        | 90    | 33    | 3     | 1        | 7     | 5     | 15    | 4     | 6     | 34    | 8        | .265  | .312     | .331     | .643  |
| 1991       | 広島       | 120   | 423   | 359   | 30    | 85    | 19       | 0        | 1        | 107   | 39    | 3     | 3        | 15    | 6     | 41    | 12    | 2     | 47    | 13       | .237  | .314     | .298     | .612  |
| 1992       | 広島       | 100   | 283   | 236   | 17    | 55    | 4        | 0        | 0        | 59    | 14    | 2     | 1        | 6     | 0     | 36    | 8     | 5     | 29    | 11       | .233  | .347     | .250     | .597  |
| 通算：15年 | 通算：15年 | 1334  | 4186  | 3636  | 311   | 895   | 131      | 1        | 51       | 1181  | 358   | 17    | 15       | 129   | 28    | 331   | 88    | 62    | 402   | 110      | .246  | .317     | .325     | .642  |

- 各年度の太字はリーグ最高

### 年度別守備成績
| 年 度 | 球 団 | 捕手  | 捕手     | 捕手     | 捕手     | 捕手     | 捕手 |
| 年 度 | 球 団 | 試 合 | 企 図 数 | 許 盗 塁 | 盗 塁 刺 | 阻 止 率 |      |
| ----- | ----- | ----- | -------- | -------- | -------- | -------- | ---- |
| 1978  | 広島  | 12    | 8        | 6        | 2        | .250     |      |
| 1979  | 広島  | 46    | 15       | 10       | 5        | .333     |      |
| 1980  | 広島  | 7     | 0        | 0        | 0        | .000     |      |
| 1981  | 広島  | 48    | 42       | 26       | 16       | .381     |      |
| 1982  | 広島  | 75    | 46       | 30       | 16       | .348     |      |
| 1983  | 広島  | 115   | 75       | 50       | 25       | .333     |      |
| 1984  | 広島  | 117   | 74       | 49       | 25       | .338     |      |
| 1985  | 広島  | 94    | 56       | 33       | 23       | .411     |      |
| 1986  | 広島  | 128   | 102      | 65       | 37       | .363     |      |
| 1987  | 広島  | 130   | 74       | 52       | 22       | .297     |      |
| 1988  | 広島  | 122   | 80       | 46       | 34       | .425     |      |
| 1989  | 広島  | 108   | 77       | 52       | 25       | .325     |      |
| 1990  | 広島  | 101   | 68       | 40       | 28       | .412     |      |
| 1991  | 広島  | 120   | 81       | 48       | 33       | .407     |      |
| 1992  | 広島  | 97    | 59       | 36       | 23       | .390     |      |
| 通算  | 通算  | 1320  | 857      | 543      | 314      | .366     |      |

- 太字年はダイヤモンドグラブ賞・ゴールデングラブ賞の受賞

### 年度別監督成績
| 年度      | 球団      | 順位      | 試合 | 勝利 | 敗戦 | 引分 | 勝率 | チーム 本塁打 | チーム 打率 | チーム 防御率 | 年齢       |            |
| --------- | --------- | --------- | ---- | ---- | ---- | ---- | ---- | ------------- | ----------- | ------------- | ---------- | ---------- |
| 1999年    | 広島      | 5位       | 135  | 57   | 78   | 0    | .422 | 152           | .260        | 4.78          | 44歳       |            |
| 2000年    | 広島      | 5位       | 136  | 65   | 70   | 1    | .481 | 150           | .256        | 4.48          | 45歳       |            |
| 通算：2年 | 通算：2年 | 通算：2年 | 271  | 122  | 148  | 1    | .452 | Bクラス2回    | Bクラス2回  | Bクラス2回    | Bクラス2回 | Bクラス2回 |

※1999年から2000年までは135試合・引き分け再試合制

### 表彰
- ベストナイン：3回（捕手部門：1984年、1986年、1988年）
- ダイヤモンドグラブ賞・ゴールデングラブ賞：3回（捕手部門：1984年、1986年、1988年）
- 最優秀バッテリー賞（特別賞）：1回（1992年）
- JA全農Go・Go賞（強肩賞）：1回（1992年9月）
- 日本シリーズ敢闘賞：1回（1986年）

### 記録
初記録
- 初出場：1978年7月11日、対阪神タイガース14回戦（広島市民球場）、8回表に道原博幸に代わり捕手として出場
- 初打席・初安打：同上、9回裏に池内豊から
- 初先発出場：1978年7月12日、対阪神タイガース15回戦（広島市民球場）、8番・捕手として先発出場
- 初打点：1978年7月19日、対阪神タイガース18回戦（阪神甲子園球場）、2回表に池内豊から先制適時打
- 初本塁打：1981年5月17日、対ヤクルトスワローズ6回戦（長崎市営大橋球場）、5回表に梶間健一から左越ソロ

節目の記録
- 1000試合出場：1989年9月24日、対横浜大洋ホエールズ22回戦（広島市民球場）、8番・捕手として先発出場　※史上289人目

その他の記録
- オールスターゲーム出場：7回 （1983年、1986年 - 1989年、1991年、1992年）

### 背番号
- 40（1978年 - 1992年）
- 84（1995年）
- 74（1998年 - 2000年）
- 90（2003年、2014年 - 2015年）
- 79（2017年 - 2018年）

## 関連情報

### 連載
- スポニチ コラム「達川光男 我が道」（2019年 - ）

### 著書
- 『熱烈!カープ魂』（大野豊共著、ベースボール・マガジン社、2013年6月）ISBN 9784583105741
- 『広島力』（構成：赤坂英一、講談社、2019年3月27日）ISBN 9784065154991

### 放送

#### 出演番組
フジテレビ（フジテレビONE・フジテレビTWO・BSフジを含む）・テレビ新広島・関西テレビ・東海テレビ・テレビ西日本・仙台放送
- 野球道 (フジテレビ系列)（1993年 - 1994年、1996年 - 1997年、2001年 - 2002年、2004年 - 2013年、2016年・2019年 - 。関西テレビは阪神対広島・中日・巨人戦、東海テレビは中日対広島・巨人戦中心。関西テレビでは『プロ野球中継（西暦）』、テレビ新広島では『TSS全力応援! Carp中継/みんなのテレビナイター→プライムナイター→ライク! ナイター』、東海テレビでは『DRAGONS LIVE（西暦）』、テレビ西日本は『HAWKS BASEBALL LIVE（西暦）』、仙台放送は『BASEBALL LIVE!（西暦） 』として放送。北海道文化放送には2016年以降の出演実績なし[注釈 20]。関西テレビ・東海テレビ・テレビ西日本・仙台放送への出演時は、テレビ新広島ではネット受けとせず山内泰幸の解説[注釈 21]と深井瞬・野川諭生・前田拓磨のいずれかの実況（リポーターなし。テレビ新広島のスタジオからオフチューブ実況）で別制作するか[注釈 22]、中継の放送自体を見送った上で、ゴールデンタイムは通常編成の全国ネット番組を、土曜日の午後には系列内外の遅れネット番組や再放送番組を編成する場合がある[注釈 23]。逆にテレビ新広島制作の広島主催試合をビジター側地元局が別制作する場合（対ソフトバンク戦のテレビ西日本など）は、指導者経験があるビジター球団の所在地向けを中心に、ビジター側の中継に達川が出演することがある[注釈 24]。
- すぽると!（原則としてテレビ新広島のスタジオからの出演）
- SWALLOWS BASEBALL L!VE（フジテレビONE）
- プロ野球ニュース（フジテレビONE。フジテレビ地上波時代は、テレビ新広島解説者兼任として出演）
- サタ・スポ（テレビ新広島）
- DO!すぽ (テレビ西日本・福岡ソフトバンクホークスと広島東洋カープの交流戦や日本シリーズにゲスト解説者として出演）
- ひろしま県民テレビ（テレビ新広島。2016年4月27日 - 2017年3月。広島県の広報番組。山内泰幸とほぼ交互で浅田真由と出演〔第1回は3人で出演〕。ソフトバンクコーチ就任にともない2017年4月からは山内・浅田と木下富雄が出演。2018年4月からは広島ホームテレビに移行し、同年は地元の小学生2人が、2019年は同局アナウンサーの斉藤亜緒衣が出演）
- 全力!達川塾（テレビ新広島）塾長（＝司会）
  - カープ開幕直前SP 全力!達川塾（2020年3月17日 19:00-21:00）里崎智也(野球解説者) / 山内泰幸(テレビ新広島野球解説者) / 松村邦洋 / 西村瑞樹（バイきんぐ） / ボールボーイ佐竹 / テレビ新広島アナウンサーと出演
  - カープ開幕待っとったよSP 全力!達川塾（2020年6月16日 20:00-21:00）山内泰幸（テレビ新広島野球解説者） / ボールボーイ佐竹 / テレビ新広島アナウンサー（西山穂乃加・河野行恵・市場里奈）と出演
  - カープ開幕直前SP 全力!達川塾（2021年3月23日 19:00-21:00）笘篠賢治（野球解説者） / 山内泰幸（テレビ新広島野球解説者） / 松村邦洋 / ボールボーイ佐竹 / テレビ新広島アナウンサー（西山穂乃加・河野行恵・市場里奈）と出演

NHK広島放送局
- NHKプロ野球（2016年7月22日。ゲスト出演。広島県・岡山県・鳥取県の3県ネット）

中国放送（RCC）
- RCCテレビ
  - 開幕直前! 3時間生放送スペシャル Veryカープ! RCC（2016年3月23日）
- RCCラジオ
  - ココスポ（2016年3月28日）
  - RCCカープナイター（2016年に広島主催試合のゲスト解説で出演し、NRN・JRN向けの両方を担当。2013年以前はニッポン放送からの裏送り・同時ネットや同局の協力によるビジター自社制作時に出演していた）

広島ホームテレビ（HOME）
- あっぱれ!熟年ファイターズ（2016年4月2日放送分。木下富雄と出演）
- みみよりライブ 5up!（2019年 - ）「教えて!レジェンド」コメンテーター
- カープ応援中継“勝ちグセ”（解説。北別府学が長期療養中のため、前田智徳がスケジュールの都合で出演できない時に担当）

広島テレビ放送（HTV）
- テレビ派（2022年1月21日放送分に、同年3月21日開催予定の『Carp Legend Game』関連企画でインタビュー出演）

J SPORTS
- J SPORTS STADIUM（テレビ新広島またはJ SPORTS制作の広島主催ゲームが中心だが、2013・2016年にはCBCテレビ制作の中日対広島戦にも出演）

ちゅピCOMひろしま・ちゅピCOMふれあい・ちゅピCOMおのみち
- CARP TIMES ウエスタン・リーグ中継（中国新聞社制作。2016年・2019年）

テレビ朝日
- しくじり先生 俺みたいになるな!!（テレビ朝日、Ameba TV。2019年8月6日:当たってないのに当たったフリをしてしまった先生として出演）
  - 広島ホームテレビでは2019年9月22日に遅れネットされた。

東日本放送
- KHB SUPER BASEBLL（広島対楽天戦に出演。広島ホームテレビでの中継時に実況：解説を別制作）[注釈 25]

ニッポン放送
- ニッポン放送ショウアップナイター（1993年 - 1994年、1996年 - 1997年、2001年 - 2002年、2004年 - 2013年は専属契約、2016年はナイターオフの特別番組に出演後、6月11日のソフトバンク対巨人戦で解説者として復帰後初出演したが、公式サイトの解説者一覧に記載がないため、本数契約扱い。また同年はRCCラジオに出演したため状況によっては達川の解説が予備カードからの昇格でTBSラジオ『TBSラジオ エキサイトベースボール』や文化放送『文化放送ホームランナイター』経由で流れることが想定されたが実際には発生しなかった）
- ショウアップナイターネクスト（不定期出演）

MBSラジオ（毎日放送）
- MBSタイガースナイター（2004年 - 2009年5月まで。2016年はRCCラジオからのネット受けで出演。また2022年はMBSテレビに出演）

CBCラジオ
- CBCドラゴンズナイター（2016年、本数契約で出演。CBCテレビには2013・2016年にJ SPORTS向けの出演あり）

#### 出演CM
- やわたのブルーベリー（八幡物産）
- アサヒ飲料「食事の脂にこの一杯」
- アイデザインホーム（広島県・愛知県・岐阜県ローカル。営業エリアの関係上中日コーチ在任時も唯一放映していた。2021年のCMでは山崎武司と共演）
- サントリー「烏龍茶」（江川卓、佐々木主浩、新庄剛志と共演）
- ポプラ「ポプラ応援宣伝監督」（中日コーチ就任後は松村邦洋が出演）[49]
- GDOスコア（ゴルフダイジェスト・オンライン。山内泰幸と共演。テレビ新広島限定）
- 霧島天然水 のむシリカ（2020年）
- 眼鏡市場（広島県限定、2022年）

#### 出演テレビドラマ
- とんび（2012年1月7日・14日、NHK総合） - 伊達酒造社長 役

### ゲームソフト
- プロ野球スピリッツシリーズ（コナミ→コナミデジタルエンタテインメント） - 打者解説として声の出演
  - プロ野球スピリッツ2
  - プロ野球スピリッツ3
  - プロ野球スピリッツ4
  - プロ野球スピリッツ5
  - プロ野球スピリッツ6
  - プロ野球スピリッツ2010
  - プロ野球スピリッツ2011
  - プロ野球スピリッツ2012

### 登場作品
- ミラクルジャイアンツ童夢くん（漫画・アニメ、石ノ森章太郎原作） - 声・梅津秀行